# Albert Schumacher (Politiker)
Albert Schumacher, ab 1908 zusätzlich Ritter von Tännengau (* 8. November 1844 in Salzburg; † 15. März 1913 ebenda) bekleidete über 20 Jahre hinweg das Amt des Salzburger Landeshauptmannes bzw. des Landeshauptmannstellvertreters und für zwei Jahre jenes des Bürgermeisters der Stadt Salzburg.

## Leben
Albert Schumacher wurde 1844 als Sohn des an der medizinisch-chirurgischen Lehranstalt tätigen Professors Ignaz Schumacher in der damals zum Herzogtum Österreich ob der Enns gehörigen Kreishauptstadt Salzburg geboren. Er absolvierte ein Medizinstudium an der Universität Wien und praktizierte um 1872 in Hallein.
Nach seiner Übersiedelung nach Salzburg wurde er 1879 in den dortigen Gemeinderat gewählt und amtierte von 1888 bis 1890 als Bürgermeister der mittlerweile zur Hauptstadt eines eigenen Kronlandes aufgestiegenen Stadt. Bereits nach zwei Jahren erfolgte 1890 die erstmalige Ernennung zum Landeshauptmann von Salzburg. Diese Funktion übte er bis 1897 und in einer zweiten Amtsperiode von 1902 bis 1909 aus. In den Jahren dazwischen bekleidete Schumacher das Amt des Landeshauptmannstellvertreters unter seinem Nachfolger Prälat Alois Winkler, der ihn auch nach seiner zweiten Amtszeit als Landeshauptmann ablöste.
Während seiner Amtsperioden unterstand Schumacher als zweitmächtigster Mann des Landes Salzburg dem Statthalter Siegmund Graf Thun-Hohenstein (1872–1897) sowie den Landespräsidenten Klemens Graf St. Julien-Wallsee (1897–1908) und Levin Graf Schaffgotsch (1908–1913).
Nach mehr als 20 Jahren in Diensten von Stadt und Land Salzburg trat Albert Schumacher 1908 aus dem öffentlichen Leben zurück. Im selben Jahr wurde er im Alter von 64 Jahren mit dem Prädikat von Tännengau in den Ritterstand erhoben.

## Wirken im Umfeld seiner Zeit
In die kurze Amtsperiode Schumachers als Bürgermeister fiel unter anderem die Errichtung der Riedenburgkaserne und der Bau des elektrisch betriebenen Mönchsbergaufzugs.
Als Landeshauptmann begrüßte er die Gründung der Zellulosefabrik in Hallein, dem heute größten Industriebetrieb des Landes Salzburg, und erlebte 1896/97 die Jahrhundert-Hochwasserkatastrophe, die neben der Landeshauptstadt auch Hallein und Oberndorf stark in Mitleidenschaft zog und den Entschluss zur Verlegung des damaligen Marktes Oberndorf (Ortsteile Alt-Oberndorf und Altach) und zum Bau von Neuoberndorf, dem heutigen Oberndorf bei Salzburg, führte.
In seiner Funktion als Landeshauptmann eröffnete Albert Schumacher am 20. September 1905 gemeinsam mit Kaiser Franz Josef am Bahnhof in Sankt Veit im Pongau (heute Schwarzach im Pongau) das erste Teilstück der Tauernbahn bis Bad Gastein. Kurz vor Ende seiner zweiten Amtszeit eröffnete er am 5. Juli 1909 die zweite Teilstrecke von Badgastein durch den Tauerntunnel nach Spittal an der Drau, womit der Bau der Tauernbahn, die sich künftig als wirtschaftlicher Entwicklungsmotor für das ganze Salzburger Land und vor allem für den Pongau erweisen sollte, vollendet war.

## Auszeichnungen, Ehrungen
- Komturkreuz des Franz-Joseph-Ordens (1905, aus Anlass der Eröffnung der Bahnlinie Schwarzach-St. Veit–Bad Gastein)[1]
- Nach seinem Ableben am 15. März 1913 erhielt Albert Schumacher ein Ehrengrab auf dem Salzburger Kommunalfriedhof.
- Mit einstimmigem Gemeinderatsbeschluss wurde Schumacher 1946 zum Namensgeber der heutigen Schumacherstraße im Stadtteil Lehen auserkoren. Diese setzt jenseits der Ignaz-Harrer-Straße in die Rudolf-Biebl-Straße fort und mündet in die rechte Glanzeile. Bekannt wurde die Schumacherstraße durch das 1971 fertiggestellte Lehener Stadion. Anstelle des einstigen modernsten Fußballstadions Österreichs wird seit 2006  an der Verwirklichung der „Neuen Mitte Lehen“, einem modernen Substadtteil mit Wohnungen, sozialen Einrichtungen und dem Neubau für die Stadtbibliothek, gearbeitet.